# Minasmiris
Minasmiris is een geslacht van wantsen uit de familie van de Miridae (Blindwantsen). Het geslacht werd voor het eerst wetenschappelijk beschreven door José Cândido de Melo Carvalho in 1980.

## Soorten
Het genus bevat de volgende soorten:

- Minasmiris argentinus Carvalho, 1985
- Minasmiris jugatus Carvalho, 1980
- Minasmiris maldonadoi Carvalho, 1985
- Minasmiris peruanus Carvalho, 1985